# قنطريون مدغل
القنطريون المدغل واسمه العلمي (باللاتينية: Centaurea dumulosa) نوع نباتي ينتمي إلى جنس القنطريون من الفصيلة النجمية.

## الموئل والانتشار
موطنه بلاد الشام.

## مرادفات للاسم العلمي
- (باللاتينية: Acosta dumulosa (Boiss.) Holub)